# Trubettxina
Trubettxina (en rus: Трубетчина) és un poble de l'óblast d'Uliànovsk, a Rússia, que el 2010 tenia 83 habitants. Pertany al districte municipal de Kuzovàtovo.